# 大奥林匹亚跳台
大奥林匹亚跳台（德语：Große Olympiaschanze）位于加米施-帕滕基兴，是跳台滑雪四站赛的比赛场地之一。曾在1950年、1978年、1996年及2007年经过多次改造重建。目前的跳台于2007年4月26日奠基，同年11月建成，是重达650吨的钢结构。

## 1936年冬季奧運會
在1936年冬季奧運會中，該場地舉辦了跳台滑雪比賽以及北歐兩項中的跳台滑雪部分。跳台滑雪的落地區域構成了滑雪體育場，該體育場同時舉行開幕式和閉幕式，以及越野滑雪比賽的起點和終點區域。

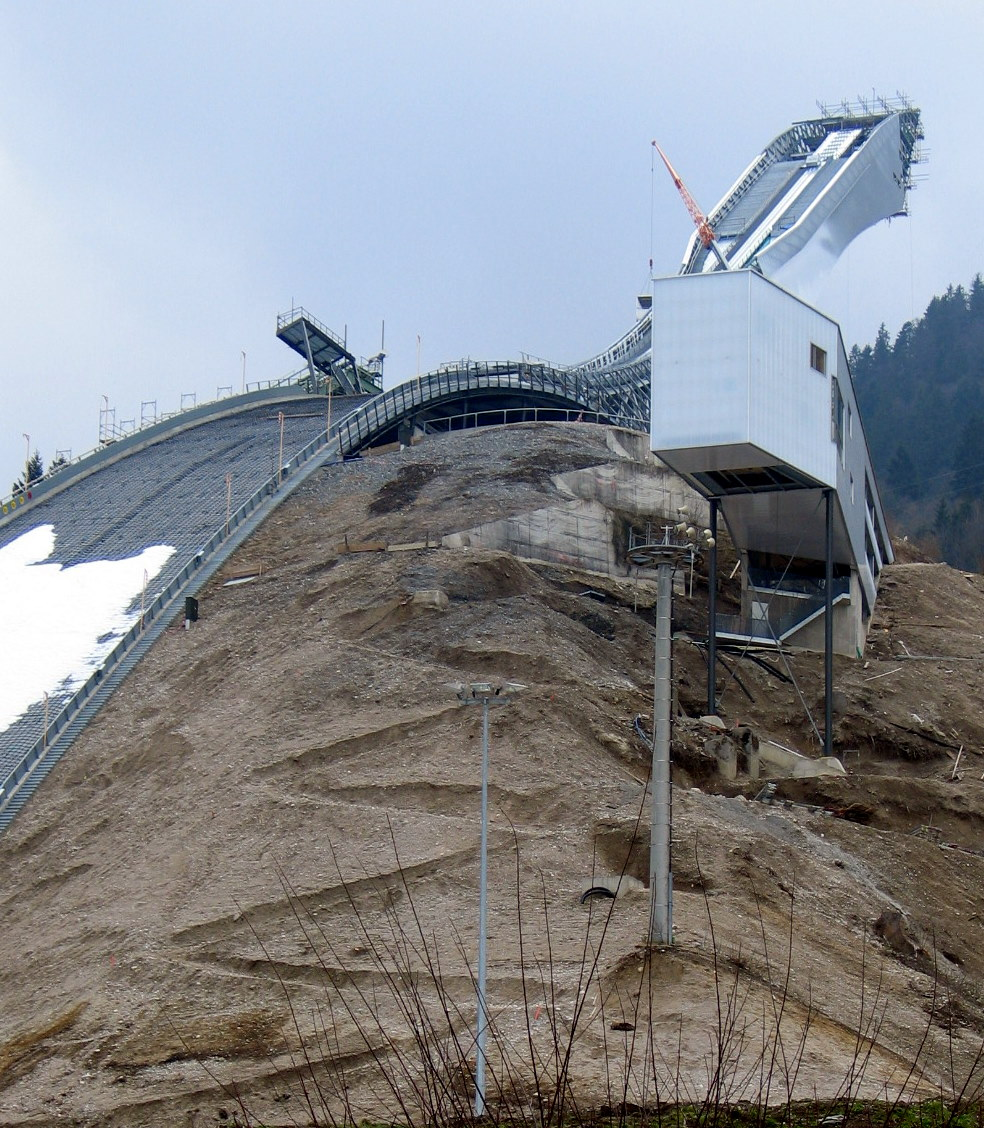
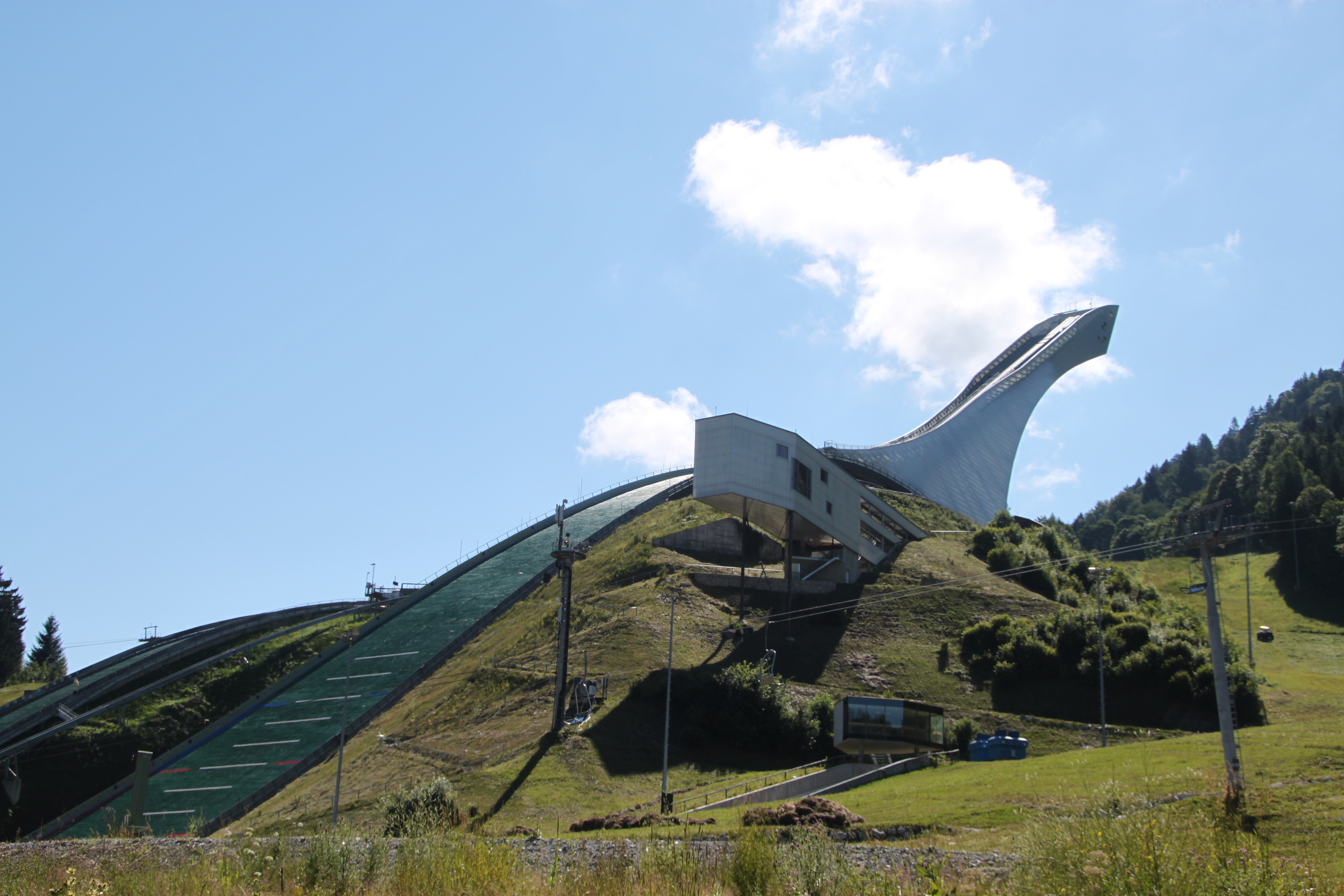